# 工业污染
工业污染是指工业生产过程中所形成的废气、废水和固体排放物对对环境的污染。
工业污染主要集中在少数几个行业。造纸、化工、钢铁、电力、食品、采掘、纺织等7个行业的废水排放量占总量的4／5。造纸和食品业的COD(化学需氧量)排放量占COD排放总量的2／3，有色冶金业的重金属排放量占重金属排放总量的近1／2。